# Louis-Paul Guigues
Pour les articles homonymes, voir Guigues.
Louis-Paul Guigues est un écrivain français né le 28 mars 1902 à Gênes et mort à Paris 14e le 14 juillet 1996.

## Biographie
Romancier, poète et traducteur (de la Vita Nova de Dante, des lettres et du Livre des dialogues de Catherine de Sienne), Louis-Paul Guigues fut également sculpteur et dessinateur.

Il demeure un auteur méconnu de la littérature française du XXe siècle, même s'il fut salué notamment par Guy Goffette, Philippe Jaccottet, Michel Butor, Henri Thomas, Roger Nimier, Pierre Leyris ou Jean-Baptiste Para. Son premier livre, Labyrinthes, est publié chez Gallimard en 1947 par Jean Paulhan. Suivent deux autres publications, Lisbeth (1953) et La Dernière Chambre (1958), puis un long silence d'une trentaine d'années, après quoi il renoue avec l'écriture, parallèlement au dessin et à la sculpture, à partir du milieu des années 1980.

« Si j'ai écrit, confie Louis-Paul Guigues, c'est pour vivre, encore prisonnier de mon rôle terrestre actuel, des situations que je ne pourrai vivre que dans un autre univers. » Ses romans et récits, écrits dans une prose poétique à la fois baroque et épurée, offrent des intrigues envoûtantes, oniriques et métaphysiques.
Depuis 2013, Patrick Amstutz travaille à la réédition de ses œuvres complètes en poche.

## Œuvres
- Labyrinthes (roman), Paris, Gallimard, 1947 ; rééd. avec une postface d'Henri Raynal, Gollion (Suisse), Infolio, coll. « Maison neuve », 2013
- Lisbeth (roman), Paris, Gallimard, 1953 ; rééd. avec une postface de Claude Darras et note de Michel Butor, Gollion (Suisse), Infolio, coll. « Maison neuve », 2015
- La Dernière Chambre (roman), Paris, Gallimard, 1958 ; rééd. avec une postface de John Taylor, Gollion (Suisse), Infolio, coll. « Maison neuve », 2016
- Mes Agonies (récits), Marseille, Ryôan-Ji, 1984 ; rééd. avec une postface d’Éric Eigenmann, Gollion (Suisse), Infolio, coll. « Maison neuve », 2017
- Le Château bégayant (récit), Marseille, Ryôan-Ji, 1984 ; rééd. avec une postface de Guido Furci, Gollion (Suisse), Infolio, coll. « Maison neuve », 2018
- Labyrinthes (Labyrinthes, Lisbeth, La Dernière chambre), Marseille, André Dimanche, 1987
- Exeunt. Les personnages quittent la scène, Marseille, André Dimanche, 1991
- Les Chemins des apocalypses (trois récits), Marseille, André Dimanche, 1993 ; rééd. avec une postface de Gilles Ortlieb, Gollion (Suisse), Infolio, coll. « Maison neuve », 2020
- Le Vin de mouches et autres récits, avec des postfaces de Philippe Jaccottet et Jean-Baptiste Para, Paris, Gallimard, coll. « Les inédits de Doucet », 2000

### Traductions
- Dante Alighieri, Vita nova, traduction et présentation de Louis-Paul Guigues, Paris, Gallimard, coll. « Poésie » no 107, 1994  (ISBN 2-07-032140-1) première édition 1974
- Sainte Catherine de Sienne, Le Sang, la croix, la vérité, treize lettres, traduites par Louis-Paul Guigues, Paris, Gallimard, collection catholique, 1940
- Catherine de Sienne (trad. Louis-Paul Guigues, préf. Louis-Paul Guigues), Le livre des dialogues ; Suivi de Lettres, Paris, Éd. du Seuil, coll. « Points Sagesses », 2002, 954 p. (ISBN 978-2-02-051390-6, OCLC 2013120)